# ニコロ・パガニーニ
ニコロ・パガニーニ（Niccolò（あるいはNicolò） Paganini, 1782年10月27日 - 1840年5月27日）はイタリアのヴァイオリニスト、作曲家である。特にヴァイオリンの名手としてヨーロッパ中で名声を獲得した。

## 略歴
パガニーニがヴァイオリンを弾き始めたのは5歳の頃からで13歳になると学ぶべきものがなくなったといわれ、その頃から自作の練習曲で練習していた。それら練習曲はヴァイオリン演奏の新技法、特殊技法を駆使したものと言われる。父親に習ったこと、A.コッラに半年間だけ習ったこと以外はその驚異的なテクニックを独学で身に付けた。なお、父親による指導は少しでも情熱が足りないと思われると食事も貰えないという過酷なものだった。
そのヴァイオリン演奏のあまりの上手さに、「パガニーニの演奏技術は、悪魔に魂を売り渡した代償として手に入れたものだ」と噂されたという。そのため彼の出演する演奏会の聴衆には、本気で十字を切る者や、本当にパガニーニの足が地に着いているか確かめるため彼の足元ばかり見る者もいたという。
少年時代から病弱であったが、1820年に入ると慢性の咳など体調不良を訴え、『毒素を抜くため』に下剤を飲み始める。1823年には梅毒と診断されて水銀療法とアヘンの投与が開始された。さらに1828年頃には結核と診断され、甘汞を飲み始め、さらに下剤を飲み続けた。その後、水銀中毒が進行して次第にヴァイオリンを弾くことができなくなり、1834年頃についに引退する。そして1840年に水銀中毒による上気管支炎、ネフローゼ症候群、慢性腎不全によりニースで死去。
一般に死因は喉頭結核もしくは喉頭癌といわれているが、主治医の診断から結核ではなかったことがはっきりとしており、記録に残る症状（歯肉炎、振戦、視野狭窄など）から、水銀中毒だったことは明らかである。
前述の噂が原因で埋葬を拒否され、遺体は防腐処理を施されて各地を転々とし、改葬を繰り返した末に1876年にパルマの共同墓地にようやく安置された。

## 人物
- 目つきが鋭く、また病弱だったためにやせていて肌が浅黒かった。その容姿も悪魔の伝説に貢献した。
- 猛特訓の末に左手が柔軟になっていたことが彼の超絶技巧を可能にした。これは、マルファン症候群によるものという説があり、アイザック・アシモフはその著書において、悪魔的とまで言われた演奏技術は、マルファン症候群特有の指の長さや、関節のなめらかな動きがもたらしたものではないかとする見方を示している。しかし、パガニーニが中背だったという記録が残っている（絵画等には長身の人物として描かれているものもある）ことから、この説は考えにくいという説もある（ただし、マルファン症候群の罹患者は全て長身と言うのは俗説であり、身長はマルファン症候群と診断する際の必須の条件ではない）。
- 青年時代には、恋愛と賭博を好み、ナポレオン1世の妹のエリーズ・ボナパルトとポーリーヌ・ボナパルトと浮名を流した。賭博で大負けし、演奏会の前日に商売道具のヴァイオリンを巻き上げられたこともある。
- 興行師としての才能もあり、木靴に弦を張って楽器として演奏しひともうけした後、金に困った女性を助けたなどの逸話もある。また演奏会にて、弾いている最中にヴァイオリンの弦が切れていき、最後にはG弦しか残っていなかったのに、それ一本で曲を弾ききったと言う逸話もある。しかしながら、弦が頻繁に、高いほうから都合よく順に切れていったこと、一番低いG弦は決して切れなかったこと（弦楽器は開放弦より低い音を出す事は出来ない）などから、パガニーニ本人がパフォーマンスの一環として、伸ばして鋭くした爪で演奏中に弦をわざと切っていたと言われている。
- 自身の利益や金銭に執着する人物であったと言われる。高い評価や人気を得るにつれ、演奏会のチケット代は高額を要求するようになった。やがて偽造チケットも多く出回ったため、自ら会場の入口に立ち、チケットをチェックするほどの徹底ぶりであったと言われる。

## 楽器

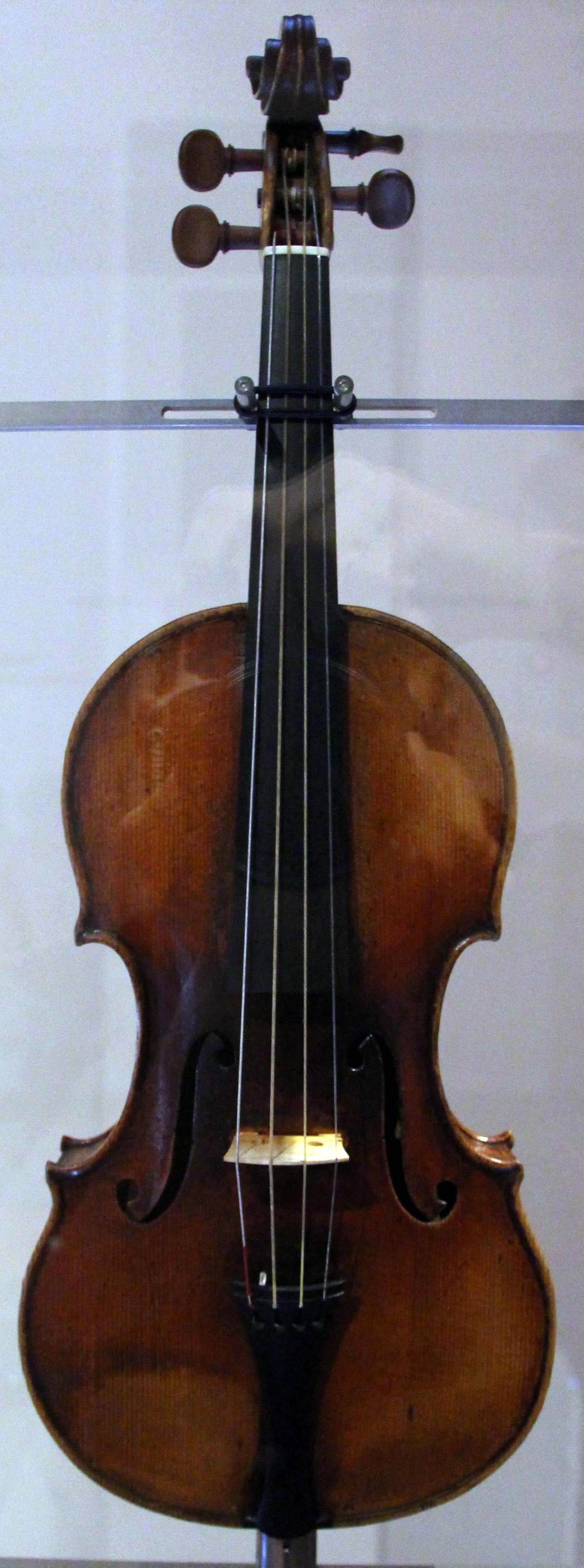
ニコロ・パガニーニが愛用した1742年製デル・ジェズ「イル・カンノーネ」。

- イル・カンノーネ（ヴァイオリン）
パガニーニが演奏に使用したヴァイオリンとして、1743年にグァルネリ・デル・ジェズが製作した「イル・カンノーネ」が有名である。賭博で賭けたヴァイオリンを取られてしまったパガニーニに対し、1802年にリヴロンという商売人が、自身が所有する上記のグァルネリのヴァイオリンを演奏会で使用してほしいことを申し出た。パガニーニはそれを承諾し、演奏会でそのヴァイオリンを使用したところ演奏会は予想以上の成功を収めた。あまりの素晴らしい響きに驚嘆したリヴロンは、貸与したヴァイオリンをパガニーニに譲渡する。パガニーニはリヴロンの好意に対し「今後このヴァイオリンを他人には使用させない」との誓いを立てる。以後パガニーニはこの楽器を音の大きさから「カンノーネ（イタリア語でカノン砲の意）」と命名し、終生愛用した。
なおカンノーネはパガニーニの遺言で「他人に譲渡、貸与、演奏をしない」ことを条件に故郷ジェノヴァ市に寄贈された。この遺言は当初は守られたが、1908年に定期的な修理をかねてヴァイオリニストに貸与することを決定。1937年の全面修理を経て、現在にいたるまでパガニーニの遺言を無視する形で貸与と演奏がされている。

- ヴィヨーム（ヴァイオリン）
パリの弦楽器職人ジャン＝バティスト・ヴィヨームが1833年に製作したヴァイオリン。カンノーネの修理中に同器を忠実に複製したもので、パガニーニは気に入って購入しようとしたが、ヴィヨームは無償でプレゼントした。パガニーニはこれを愛用したのち、1840年に弟子のカミッロ・シヴォリに500フランで譲渡し、代金は製作者のヴィヨームに感謝と友情の証として贈った。[3]

## 影響

### ロマン派作曲家
フランツ・シューベルトはパガニーニがウィーンに来た際に、家財道具を売り払ってまで高いチケットを買って（友人の分まで奢って）パガニーニの演奏を聴き（ちなみに、この時にシューベルトが聴いたといわれているのが「鐘のロンド」を持つ『ヴァイオリン協奏曲第2番』である）、「天使の声を聞いた」と感激した。金銭に関して執着しないシューベルトらしい逸話である。この台詞は正確には「アダージョでは天使の声が聞こえたよ」と言ったものである。派手な超絶技巧よりもイタリアオペラに近い音色の美しさをとらえるシューベルトの鋭い感性も覗える。
またフランツ・リストは、初恋に破れ沈んでいた20歳の時にパガニーニの演奏を聞いて、「僕はピアノのパガニーニになる！」と奮起し、超絶技巧を磨いたという逸話もある（リストは『ヴァイオリン協奏曲第4番』を聴いたといわれている）。

### その他
- 1866年に、当時16歳で友愛数（1184, 1210）を発見したニコロ・パガニーニは同姓同名の別人である。
- 1985年に、パガニーニの子孫を名乗るスイス人のマーク・パガニーニ（ヴォーカル）によるドイツのヘヴィメタルバンド「パガニーニ」が結成されたが、音楽性は正統派のアメリカン・ロックであったという[4]。

## 作品一覧
パガニーニは作曲家としても活躍し、数多くのヴァイオリン曲を残したが、極めて速いパッセージのダブルストップや左手のピチカート、フラジョレット奏法などどれも高度な技術を必要とする難曲として知られている。パガニーニ自身は技術が他人に知られるのを好まなかったため、生前はほとんど自作を出版せず自分で楽譜の管理をしていた。
その徹底ぶりは凄まじいもので、自らの演奏会の伴奏を担当するオーケストラにすらパート譜を配るのは演奏会の数日前（時には数時間前）で、演奏会までの数日間練習させて本番で伴奏を弾かせた後、配ったパート譜はすべて回収したというほどである。しかも、オーケストラの練習ではパガニーニ自身はソロを弾かなかったため、楽団員ですら本番に初めてパガニーニ本人の弾くソロ・パートを聞くことができたという。その背景として、パガニーニ自身が無類の“ケチ”だったと言う事の他に、この時代は、著作権などがまだ十分に確立しておらず、出版している作品ですら当たり前のように盗作が横行していた為、執拗に作品管理に執着するようになったとする説もある。
このようにパガニーニ自身が楽譜を一切外に公開しなかったことに加えて、死の直前に楽譜をほとんど焼却処分してしまった上、彼の死後に残っていた楽譜も遺族がほぼ売却したため楽譜が散逸してしまい、大部分の作品は廃絶してしまった。現在では、無伴奏のための『24の奇想曲』や6曲のヴァイオリン協奏曲（元々は全部で12曲あったといわれ、第3番から第6番が見つかったのは20世紀に入ってからである）などが残されている。現存している譜面は、彼の演奏を聴いた作曲家らが譜面に書き起こしたものがほとんどだと言われている。また、同じ理由から弟子をカミッロ・シヴォリ一人しかとらず、そのシヴォリにも自分の持つ技術を十分には伝えなかったため、演奏の流派としてはパガニーニ一代で途絶えることとなってしまった。
パガニーニは、1800年から1805年にかけて表立った活動をやめ、ギターの作品を数多く作曲している。これは、フィレンツェの女性ギター奏者を愛人としていたためといわれている。

### ヴァイオリン協奏曲
- ヴァイオリン協奏曲第1番 ニ長調 作品6, MS 21 (1815年)
- ヴァイオリン協奏曲第2番 ロ短調 作品7, MS 48 (1826年)
第3楽章が「鐘のロンド（ラ・カンパネッラ）」として有名。
- ヴァイオリン協奏曲第3番 ホ長調 MS 50 (1826年)
- ヴァイオリン協奏曲第4番 ニ短調 MS 60 (1829-30年)
- ヴァイオリン協奏曲第5番 イ短調 MS 78 (1830年)
独奏部分のみ現存、完成前に作曲者が死亡したためオーケストラパートは作成されていなかったとされる。
- ヴァイオリン協奏曲第6番（第0番） ホ短調 MS 75 (1815年頃)
原曲はヴァイオリンとギターのための曲だったとされる。

### ヴァイオリンと管弦楽のための作品
- ナポレオン・ソナタ 変ホ長調 MS 5 (1805-09年)
- 魔女たちの踊り（ジュースマイヤーのバレエ『ベネヴェントのくるみの木』のアリアによる変奏曲） ニ長調 作品8, MS 19 (1813年)
- ヨーゼフ・ヴァイグルの主題による変奏付きソナタ ホ長調 MS 47 (1818年頃)
- ロッシーニのオペラ『シンデレラ』の「悲しみよ去りゆけ」による序奏と変奏曲 変ホ長調 作品12, MS 22 (1818-19年)
- モーゼ幻想曲（ロッシーニのオペラ『エジプトのモーゼ』の「汝の星をちりばめた王座に」による序奏と変奏曲） ハ長調 MS 23 (1818-19年)
- ロッシーニのオペラ『タンクレーディ』の「こんなに胸騒ぎが」による序奏と変奏曲 イ長調 作品13, MS 77 (1819年)
- ヴァイオリンと管弦楽ためのポプリ MS 24 (1819年または1831年頃、紛失？)
- 感傷的な堂々たるソナタ MS 51 (1828年)
- ヴェニスの謝肉祭（ナポリの歌「いとしいお母さん」による変奏曲）イ長調 作品10, MS 59 (1829年)
- 常動曲 ハ長調 作品11, MS 72 (1835年)
- ヴァイオリンと管弦楽のための変奏付きソナタ イ長調『春』 MS 73 (1838年頃)

### 独奏曲
- 無伴奏ヴァイオリンのための24の奇想曲 作品1, MS 25 (1802-17年)
- イギリスの国歌『神よ国王を守り給え』による変奏曲 ト長調 作品9, MS 56 (1829年)
- パイジエッロのアリア「もはや私の心には感じない（うつろな心）」による変奏曲 ト長調 MS 44 (1821年)
- 無伴奏ヴァイオリンのためのソナタ ハ長調『驚異の二重奏』 MS 6 (1805–09)
- ギターのための37のソナタ MS 84 (作曲年不明)
- ギターのための5つのソナチネ MS 85 (作曲年不明)
  - 第1番 ハ長調
  - 第2番 ハ長調
  - 第3番 ニ長調
  - 第4番 ハ長調
  - 第5番 ハ長調

### 室内楽曲
- ヴァイオリンとギターのための大ソナタ イ長調 MS 3 (1803-04年)
- ヴァイオリンとギターのための6つのソナタ 作品2, MS 26 (1805-09年)
  - 第1番 イ長調
  - 第2番 ハ長調
  - 第3番 ニ短調
  - 第4番 イ長調
  - 第5番 ニ長調
  - 第6番 イ短調
- ヴァイオリンとギターのための6つのソナタ 作品3, MS 27 (1805-09年)
  - 第1番 イ長調
  - 第2番 ト長調
  - 第3番 ニ長調
  - 第4番 イ短調
  - 第5番 イ長調
  - 第6番 ホ短調
- ギター四重奏曲 (1806-20年、全15曲)
  - 第1番 イ短調 作品4-1, MS 28
  - 第2番 ハ長調 作品4-2, MS 29
  - 第3番 イ長調 作品4-3, MS 30
  - 第4番 ニ長調 作品5-1, MS 31
  - 第5番 ハ長調 作品5-2, MS 32
  - 第6番 ニ短調 作品5-3, MS 33
  - 第7番 ホ長調 MS 34
  - 第8番 イ長調 MS 35
  - 第9番 ニ長調 MS 36
  - 第10番 ヘ長調 MS 37
  - 第11番 ロ長調 MS 38
  - 第12番 イ短調 MS 39
  - 第13番 ヘ長調 MS 40
  - 第14番 イ長調 MS 41
  - 第15番 イ短調 MS 42
- 3つの弦楽四重奏曲 MS 20 (1815年頃)
  - 第1番 ニ短調
  - 第2番 変ホ長調
  - 第3番 イ短調
- ジェノヴァの歌『バルカバ』による60の変奏曲 イ長調 作品14, MS 71 (1835年)
- カンタービレ ニ長調 作品17, MS 109 (1822-24年頃)

## 録音
20世紀前半の巨匠と呼ばれるヴァイオリニストでは、
- ヤン・クベリーク
- ヴァーシャ・プルジーホダ
- ジノ・フランチェスカッティ
- ナタン・ミルシテイン
- ユーディ・メニューイン
- ルッジェーロ・リッチ
- ヘンリク・シェリング
- アルテュール・グリュミオー
- イヴリー・ギトリス

などがラ・カンパネッラなどの作品を録音している。また、ウィリアム・プリムローズがヴィオラ奏者としてパガニーニ作品の録音を残している。
20世紀に「ヴァイオリニストの王」と称されたヤッシャ・ハイフェッツは、パガニーニの作品を全く演奏、録音しようとしなかった。その理由については諸説あるが、ハイフェッツ自身が明確な理由を公にしなかったので、現在もその真意は不明なままである。例外として、師であるレオポルト・アウアーによって演奏会用に編曲された『24の奇想曲』の第13番、第20番、第24番と、若い頃に録音した『無窮動』の音源が現存している。
現在では『24の奇想曲』や『ヴァイオリン協奏曲第1番』、『ヴァイオリン協奏曲第2番』の「ラ・カンパネッラ」は、数多くのヴァイオリニストが録音をしている。なお、サルヴァトーレ・アッカルドが、ヴァイオリン協奏曲の第1番から第6番を始め、譜面が現存するヴァイオリンのための作品のほぼ全てを録音している。

## パガニーニの主題
パガニーニの演奏、楽曲はリストやシューマンなど当時の作曲家に多大な影響を与え、以後様々な作曲家がその主題によるパラフレーズや変奏曲を書いた。特に『24の奇想曲』の第24番や『ヴァイオリン協奏曲第2番』の第3楽章「鐘のロンド（ラ・カンパネッラ）」は繰り返し用いられた。パガニーニの主題を用いた他の作曲家の作品を以下に示す。

### 24の奇想曲
- ヨハン・ネポムク・フンメル
  - ピアノのための幻想曲「パガニーニの思い出」
- イグナーツ・モシェレス
  - パガニーニ風の珠玉（3曲）
- ヨハン・バプティスト・クラーマー
  - パガニーニの回想
- ロベルト・シューマン
  - パガニーニの奇想曲による練習曲 作品3 （6曲）
  - パガニーニの奇想曲による6つの演奏会用練習曲 作品10 （6曲）
- フランツ・リスト
  - パガニーニによる超絶技巧練習曲集 S. 140 （6曲）
  - パガニーニによる大練習曲 S. 141 （6曲）
- フェルッチョ・ブゾーニ
  - パガニーニ風の序奏とカプリッチョ
- ルイージ・ダッラピッコラ
  - パガニーニのカプリッチョによるカノン風ソナチナ

### 第24番「主題と変奏」
- イグナッツ・フリードマン
  - パガニーニの主題による練習曲（変奏曲形式で作曲）op.47b
- ハンス・ブレーメ
  - パガニーニアーナ
- ユルク・バウアー
  - パガニーニアーナ
- フランツ・リスト
  - パガニーニによる超絶技巧練習曲第6番 イ短調 S. 140-6「主題と変奏」
  - パガニーニによる大練習曲第6番 イ短調 S. 141-6「主題と変奏」
- ヨハネス・ブラームス
  - パガニーニの主題による変奏曲 イ短調 作品35（2巻）
- セルゲイ・ラフマニノフ
  - パガニーニの主題による狂詩曲 イ短調 作品43（ピアノと管弦楽）
- ヴィトルト・ルトスワフスキ
  - パガニーニの主題による変奏曲（2台ピアノ1941年、のち1978年にピアノと管弦楽に編曲）
- ボリス・ブラッハー
  - パガニーニの主題による変奏曲
- アレクサンドル・ローゼンブラート
  - パガニーニの主題による変奏曲
- ファジル・サイ
  - パガニーニの主題による変奏曲
- 中野二郎
  - パガニーニの主題による30の変奏曲 （ギター独奏）
- 一柳慧
  - パガニーニ・パーソナル （マリンバとピアノ、岩城宏之が作詞し編曲した合唱付き版もある）
- ナタン・ミルシテイン
  - パガニーニアーナ（ヴァイオリン独奏）
- ジョージ・ロックバーグ
  - カプリース変奏曲
- アルフレート・シュニトケ
  - ア・パガニーニ（ヴァイオリン独奏）
- ジェイムズ・バーンズ
  - パガニーニの主題による幻想変奏曲（吹奏楽）
- アンドルー・ロイド・ウェバー
  - Variations（チェロ・弟のチェロ奏者ジュリアン・ロイド・ウェバーのために書いた変奏曲）
- マルク＝アンドレ・アムラン
  - パガニーニの主題による変奏曲

### 鐘のロンド（ラ・カンパネッラ）
- フリードリヒ・クーラウ
  - ピアノのための華麗なロンド「鐘」
- アンリ・エルツ
  - 「鐘」による行進曲とロンド
- フランツ・リスト
  - パガニーニの「鐘」による華麗な大幻想曲 S. 420
  - パガニーニによる超絶技巧練習曲第3番 変イ短調 S. 140-3「ラ・カンパネッラ」
  - パガニーニによる大練習曲第3番 嬰ト短調 S. 141-3「ラ・カンパネッラ」（一般にピアニストのレパートリーとしての「ラ・カンパネッラ」はこの曲を指す）
- ヨハン・シュトラウス1世
  - パガニーニ風のワルツ 作品11
- マルカンドレ・アムラン
  - 短調による12の練習曲第3番「パガニーニ＝リストによる」

### その他の主題曲
- フレデリック・ショパン
  - 変奏曲「パガニーニの思い出」イ長調
  - 四手のための変奏曲 ニ長調
    - 上記2曲とも「ヴェニスの謝肉祭」を主題にしている。
- アンリ・エルツ
  - パガニーニの最後のワルツ
  - パガニーニのロンド
- フランツ・レハール
  - オペレッタ『パガニーニ』
- アルフレード・カゼッラ
  - パガニーニアーナ
- マリオ・カステルヌオーヴォ＝テデスコ
  - 悪魔のカプリッチオ〜パガニーニ讃（ギター独奏）

## パガニーニを描いた作品
- パガニーニ (1989年の映画)（英語版） 1989年のイタリア映画。監督・脚本・主演としてパガニーニを演じたのはクラウス・キンスキー。
- パガニーニ 愛と狂気のヴァイオリニスト - 2013年のドイツ映画。パガニーニを演じたのはヴァイオリニストのデイヴィッド・ギャレット。
- パガニーニ (オペレッタ) - フランツ・レハールが作曲したオペレッタ。
- CROSS ROAD 〜悪魔のヴァイオリニスト ニコロ・パガニーニ〜-藤沢文翁による戯曲。2012年朗読劇初演。2022年ミュージカル初演。2024年ミュージカル再演。

## その他
小惑星(2859) Paganiniはパガニーニの名前にちなんで命名された。